# 布拉格综合交通
布拉格综合交通（捷克語：Pražská integrovaná doprava, PID）是服务布拉格和中捷克州的综合公共交通系统。PID包括地铁、电车、公交车、无轨电车、火车、缆车和渡轮。凡持有布拉格综合交通（PID）乘车票，就可以乘坐前述交通工具，但不包括机场快线AE和复古路线K、41、42。
PID车票分为两种，短期票和长期票。短期票的有效期从30分钟到72小时。短期票买来后，第一次使用时必须在地铁进站口、公交车等打卡机上打卡(stamp)，以记录该票开始使用期和结束使用期。长期票的有效期从一个月到一年，购票时已写有有效期，所以不需要打卡激活。人们也可以使用手机APP Lítačka购票和应对检票。
在布拉格，乘坐地铁、公交车等大多数交通工具不在上车前检票，而是便衣工作人员在旅行途中突击检票。若工作人员发现乘客没实体票或手机APP票，会开出巨额罚款。
布拉格地铁有A、B、C、D四条线路。火车有S、R两种，S每一站都停靠，R是快车，只停靠部分站点。